# Varénicline
La varénicline, développée par les laboratoires Pfizer, est un agoniste partiel des récepteurs nicotiniques du système nerveux central. La spécialité qui contient ce principe actif est proposée à la vente dans le monde sous le nom de Champix, (Chantix aux États-Unis, depuis février 2006). Son indication est l'aide à l'arrêt du tabac fumé. Cette spécialité disponible uniquement sur ordonnance, est surveillée de près par les autorités sanitaires en raison de la possibilité de survenue de certains effets indésirables : attitudes suicidaires, pertes de connaissance, crises d'épilepsie, qui peuvent avoir de graves conséquences, entre autres chez les conducteurs d'engins (pilotes de ligne, par exemple). Une cure de 12 semaines revient à environ 100 € (chiffres 2019).

## Mode d'action
La nicotine stimule les récepteurs du système nerveux central, et notamment ceux du sous-type récepteur nicotinique α4β2. La varénicline possède une sélectivité et une affinité pour les récepteurs α4β2 comparable à la nicotine, ce qui permet de mimer au mieux son action.
Affinité (Ki [nM])de la varénicline pour différents sous-types de récepteur nicotinique :
- α4β2 : 0.06 ;
- α3β4 : 240 ;
- α1βγδ : 3540 ;
- α7 : 322.

La varénicline cible ces mêmes récepteurs avec une double action :
- agoniste partiel des récepteurs α4β2, elle engendre une réaction similaire à celle induite par la nicotine, avec une intensité moindre ;
- en début de traitement, quand le fumeur est traité par la varénicline tout en fumant de façon occasionnelle, elle atténue la stimulation neurochimique en présence de nicotine (antagoniste partiel des récepteurs α4β2).

En pratique, elle diminue le plaisir que constitue le tabagisme, ce qui serait un critère de futur succès pour arrêter de fumer.

## Synthèse
Cf. la publication dans Journal of Medicinal Chemistry du 25 janvier 2005 à partir de la 2,3,4,5-tétrahydro-1,5-méthano-1H-3-benzazépine :
- 2,3 equiv HNO3, 4,6 equiv CF3SO2OH, 0 à 20 °C, 28 h, CH2Cl2 (77 %) ;
- H2, Pd(OH)2, MeOH (96 %) ;
- glyoxal, THF, H2O, 80 °C (60 %).

À ceci, il faut ajouter une protection puis déprotection de l'amine secondaire. Méthode suggérée par les auteurs : TFAA, pyr, CH2Cl2 (94 %) puis Na2CO3, aq. MeOH (95 %).
Cependant, cette 2,3,4,5-tétrahydro-1,5-méthano-1H-3-benzazépine, produit non commercial, nécessite d’être elle aussi synthétisée. C'est probablement sur cette question que la recherche a été la plus prolifique, offrant des possibilités diverses. Les mêmes chercheurs, dans deux publications,, ne proposent pas moins de trois voies de synthèse, en lieu et place de celle dite de Mazzocchi, au rendement très faible (quelques pourcents) et donc peu satisfaisante. D'autres chercheurs ont proposé encore d'autres voies de synthèse. Ainsi, de nombreuses options existent, et la voie de synthèse idéale est totalement dépendante des critères que l'on se fixe, eux-mêmes dépendants de l'utilisation que l'on veut faire de la varénicline synthétisée.

## Pharmacologie

### Paramètres pharmacocinétiques
La spécialité Champix se présente sous forme de comprimé pelliculé destiné à la prise orale. Par cette voie, l'absorption est quasi complète, et la disponibilité systémique est élevée quelle que soit l'heure et le moment de la prise. Après administration répétée, l'état d'équilibre est atteint après quatre jours. La cinétique est linéaire pour des doses uniques comme répétées.
La varénicline se diffuse dans tous les tissus, sauf l'humeur vitrée et le cristallin. Le volume de distribution apparent à l'équilibre est de 415 litres. La varénicline se lie à moins de 20 % aux protéines plasmatiques, quel que soit l'âge ou l'état des reins. Aucun passage de la barrière du placenta n'a pu être mis en évidence chez l'homme. La demi-vie de la varénicline est de 24 h environ.
L'élimination est rénale, par filtration glomérulaire d'une part, et par sécrétion tubulaire active d'autre part via le transporteur de cation organique OCT2.

### Métabolisme et élimination
La varénicline est peu métabolisée : chez l'homme, près de 92 % de la dose de varénicline absorbée est excrété sous forme inchangée.
La voie d'élimination quasi exclusive est l'urine. Des traces de métabolites ont également été mises en évidence dans le sang.
Si le métabolisme de la varénicline ne représente qu'une petite fraction de dose, il n'en reste pas moins relativement diversifié. Ont à ce jour été identifiés les métabolites suivants :
- la 2-hydroxy-varénicline dans l'urine (correspondant à 2,9 % de la dose administrée) ;
- la forme conjuguée N-carbamoyl-glucuronide-varénicline dans l'urine et le sang ;
- la N-formyl-varénicline dans le sang ;
- des métabolites à cycle lactame dans le sang (structures exactes encore inconnues).

## Le médicament Champix

### Composition galénique
Champix se présente sous forme de comprimé pelliculé, contenant la substance active (la varénicline), et des excipients, pour former le comprimé comme pour le pelliculer. La composition exhaustive est la suivante :
- substance active : varénicline 0,5 ou 1 milligramme ;
- excipients du comprimé : cellulose microcristalline, hydrogénophosphate de calcium anhydre, croscarmellose sodique, silice colloïdale anhydre, stéarate de magnésium ;
- excipient du pelliculage : hypromellose, dioxyde de titane (E171), macrogols, triacétine.

Aspect du comprimé : blanc pour le comprimé de 0,5 mg et bleu pour le comprimé de 1 mg, biconvexe, en forme de capsules.
Gravures : Pfizer sur une face, CHX 0.5 ou CHX 1.0 sur l'autre.
Le comprimé est à prendre en entier avec un grand verre d'eau, pendant ou en dehors des repas.
Une boite d'initiation au traitement est délivrée lors de la toute première prescription.

### Modalités du traitement
Le patient doit choisir une date pour arrêter de fumer, et s'y tenir. Cette date se situera entre le 8e et le 14e jour suivant le début du traitement. Le traitement commence donc une à deux semaines avant cette date d'arrêt projetée. Le traitement dure 12 semaines, prolongeable éventuellement de 12 semaines supplémentaires. La posologie couramment recommandée s'échelonne de la façon suivante :
- jours 1 à 3 : 0,5 mg une fois par jour ;
- jour 4 à 7 : 0,5 mg deux fois par jour ;
- jour 8 à la fin : 1 mg deux fois par jour.

En cas d'échec, l'augmentation des doses est inutile.

### Contre-indications
Essentiellement en raison de manque de données cliniques chez l'enfant, et de suspicion de passage de la varénicline à travers le placenta, le produit est interdit aux femmes enceintes, et aux moins de 18 ans. Concernant l'allaitement, c'est à la patiente de décider, compte tenu des risques connus pour le bébé.
Sa prise est fortement déconseillée en cas d'allergie au tartrate de varénicline ou à l'un des autres composants contenus dans ce médicament.
La varénicline est physiologiquement bien tolérée et ne nécessite aucune modification de posologie chez la personne âgée, ni chez les insuffisants hépatiques (peut-être en raison de la faible métabolisation). Les insuffisances rénales légères ou modérées ne portent pas non plus à conséquence, seule une insuffisance sévère devra conduire à la réduction des doses administrées.
Un nombre limité de situations d'interaction ou de contre-indication ont été identifiées :
- la prise simultanée de varénicline et d'un traitement à la cimétidine est contre-indiquée ;
- la prise simultanée de varénicline et d'un dérivé nicotinique amplifie certains effets secondaires, en particulier les nausées, vomissements, vertiges, maux de tête et fatigue.

La prise de la varénicline est déconseillée aux personnes souffrant ou ayant souffert de dépression.

### Effets secondaires
Fin mars 2008, le bilan de pharmacovigilance, établi après 14 mois de commercialisation en France, ne remet pas en cause le rapport bénéfice/risque de la varénicline. Durant cette période, environ 468 000 patients ont été traités et environ 1 700 notifications d’effets indésirables ont été recueillies et analysées.
La varénicline entraîne de nombreux effets indésirables, parfois simultanés, sans caractère apparent de gravité immédiate, dont la fréquence n'est pas toujours connue avec précision :
- réactions gastro-intestinales : nausées (1 patient sur 5), vomissements, flatulences (1/35), constipation (1/24)[11],[12] ;
- dysgueusie ;
- douleurs abdominales, des spasmes musculaires ;
- des troubles de la vision ;
- des troubles du rythme cardiaque ;
- réactions cutanées ;
- troubles du sommeil, cauchemars ;
- vertiges, maux de tête ;
- troubles psychiatriques : troubles de l’humeur, anxiété, agressivité, confusion mentale[13],[14], qui peuvent survenir après l'arrêt du traitement.

Parmi les troubles graves (174 au total, soit 0,037 % des patients) :
- troubles psychiatriques (92 cas, soit 0,02 % des patients) : pour l’essentiel ce sont idées et des comportements suicidaires. Les délais de survenue des troubles psychiatriques sont variables et se répartissent tout au long du traitement. Seuls quelques cas sont survenus après l’arrêt ;
- troubles cardiovasculaires (24 cas, 0,005 % des patients) ;
- troubles neurologiques (16 cas, 0,0034 % des patients), tels que crises d’épilepsie ou pertes de connaissance.

Des modifications de réaction à certains médicaments (insuline, warfarine...), des troubles glycémiques (diabète) ainsi que des troubles cutanés graves ont été signalés[réf. nécessaire].
Le traitement doit être immédiatement interrompu en cas d’agitation, d’humeur dépressive, d’idées suicidaires ou de modifications du comportement. Le 1er juillet 2008, la FDA demande à Pfizer d'apposer un avertissement spécial de couleur noire, ce qui est l'équivalent du pictogramme que portent en France les médicaments qui ont des effets secondaires importants, sur les boîtes de Champix, à cause des possibles effets psychiatriques (dépression, pensées suicidaires et tentatives d'autolyse). Le risque de suicide ne semble cependant pas supérieur par rapport à d'autres méthodes d'arrêt du tabac,.
L'administration fédérale de l'aviation américaine (FAA) a annoncé le 21 mai 2008 l'interdiction de traitement à la varénicline aux pilotes, aiguilleurs et contrôleurs aériens, en raison de possibles effets neuropsychiatriques indésirables pouvant se révéler dangereux. D'autres personnes sont concernées : grutiers, conducteurs de train, de car, d'automobile, ceux qui utilisent des outils de travail susceptibles de provoquer des accidents lorsque leur fonctionnement est mal contrôlé, employés des centrales nucléaires, etc.
Le surdosage entraîne essentiellement des nausées.
Au 4e trimestre 2007, la varénicline est le médicament qui a suscité le plus de signalements d’effets secondaires à la FDA (988) devant l’interféron beta (640)[réf. nécessaire].
Il n'y a pas plus de risque d’événements cardiovasculaires ou neuropsychiatriques avec la varénicline et le bupropion qu’avec les substituts nicotiniques.

### Efficacité pour le sevrage tabagique
La varénicline est supérieure au bupropion pour l'arrêt du tabac mais le taux de succès reste inférieur à un patient sur quatre. Selon d'autres études, le taux d'arrêt du tabagisme à 52 semaines est de 19 % et peut même descendre jusqu'à 14,4 %.
Une autre étude a comparé l'efficacité de la varénicline avec les substituts nicotiniques. En termes d'abstinence continue, l'avantage initial de la varénicline est réduit si l'on prend en compte la cessation du tabagisme à 12 mois : taux d'abstinence avec varénicline = 26,1 % à comparer à 20,3 % avec les substituts nicotiniques[réf. nécessaire]. Un prétraitement plus long (quatre semaines avant la date programmée d'arrêt du tabac au lieu d'une seule semaine) pourrait augmenter l'efficacité de la molécule en termes de sevrage tabagique, mais la validité de l'insu n'ayant pas été mesurée, il est impossible de garantir que cela soit le cas.
Il existe une plus grande efficacité de la varénicline après 12 semaines par rapport à des patchs nicotiniques, mais avec chute rapide du taux d’abstinence après la 12e semaine. Prolonger au delà ne semble pas être bénéfique.
L'association avec des patchs nicotiniques ne semble pas avoir d'intérêt.
Les différences de résultats de ces tests cliniques peuvent s'expliquer par la qualité de l'accompagnement et du suivi lors des tests.
Une première étude laisse penser que cette molécule pourrait être utile dans l'aide au sevrage du tabac non fumé, notamment le snus.
Dans un essai clinique en double aveugle, randomisé et contrôlé par placebo, la varénicline était la plus efficace chez les fumeurs souffrant d'asthme, de BPCO, de diabète ou de maladies cardiovasculaires.

### Efficacité pour le sevrage alcoolique
La varénicline pourrait être légèrement efficace pour diminuer la quantité d'alcool consommé à court terme.